# 湯屋敦子
湯屋 敦子（ゆや あつこ、1968年9月1日 - ）は、日本の女優、声優。長崎県出身。劇団昴所属。既婚。

## 略歴
子供の頃は大人しく目立たない真面目な性格で、家庭でもあまり喋らない方であった。言いたいことがあったのにいつも頭の中で色々な考えを思い巡らせていたという。
転機が訪れたのは活水中学に入学し演劇部のパフォーマンスを見たときである。あまりの斬新さとはっちゃけぶりに心揺さぶられ、表現の世界がこんなに素晴らしく楽しいものかと、どっぶりはまる。思いを言葉にのせて語る喜びに浸り、高校・短大と演劇の道に進む。活水女子短期大学には演劇部がなく、友人を誘い長崎大学の演劇サークルに入部する。
1989年、活水女子短期大学英文科卒業。卒業後は上京し、文学座研究所に入所。劇団昴の専攻科を経て劇団昴に入団。
2024年より日本芸術専門学校声優コースでアニメアフレコAの講師を担当。

## 人物
舞台、声優、CMなどで幅広い活動をしている。
洋画の吹き替えではアンジェリーナ・ジョリーをほぼ専属（フィックス）で担当していることで知られており、自身が出演したお気に入りの作品として「トゥームレイダーシリーズ」と『17歳のカルテ』を挙げ、どちらもジョリーの演技が好きだと述べている。
方言は長崎弁。
特技はDIY、お茶（表千家）。趣味はサボテンを育てること、ピアノ、手芸。
好きなものは妖精グッズなどのメルヘンチックなもの。好きな動物はフワフワした可愛い動物。好きな映画は家族ものなどの泣ける映画。嫌いなものは虫。
憧れの声優として池田昌子を挙げており、「お声も素敵ですが、すべてにオーラを放っておられ、和服姿でスタジオに現れた池田さんを間近にして一人でドキドキしていたことがあります」と2024年のインタビューで語っている。

## 出演
太字はメインキャラクター。

### テレビアニメ
1996年
- 赤ちゃんと僕（史代）
- シンデレラ物語（王妃）
- B'T-X（アラミス）

1997年
- マッハGoGoGo（係官1）
- 名探偵コナン（1997年 - 2024年、坂口友美、佐藤美和子）

1998年
- 金田一少年の事件簿（1998年 - 1999年、轟美和子、楊麗俐 / 小林千恵）

2001年
- 週刊ストーリーランド
- 星界の戦旗II（ファズン）
- ヒカルの碁（桜野千恵子）

2003年
- WOLF'S RAIN（コール）
- 探偵学園Q（村崎美里）
- 人間交差点（大川京子）
- 魔獣戦線 THE APOCALYPSE（来留間静江）

2004年
- 北へ。〜Diamond Dust Drops〜（結城）
- KURAU Phantom Memory（母親）
- ゾイドフューザーズ（サンドラ）
- 光と水のダフネ（首相）
- マリア様がみてる～春～（保科栄子）
- 美鳥の日々（沢村凛）
- 焼きたて!!ジャぱん（2004年 - 2006年、梓川雪乃）

2005年
- ギャラリーフェイク（アッサラマ）
- トリニティ・ブラッド（ローラ司教）
- BLACK CAT（エキドナ＝パラス）

2006年
- ウィッチブレイド（佐々木恭子）
- Ergo Proxy（クイン）
- エンジェル・ハート（高波遥）
- コヨーテ ラグタイムショー（アンジェリカ）
- 009-1（ケイ）
- NIGHT HEAD GENESIS（山下）
- パンプキン・シザーズ（ミュゼ）

2007年
- 機神大戦ギガンティック・フォーミュラ（イザベル）
- 電脳コイル（カンナの母）
- のだめカンタービレ（2007年 - 2010年、野田洋子） - 2シリーズ

2008年
- 破天荒遊戯（ロマリオの母）

2009年
- 家庭教師ヒットマンREBORN!（2009年 - 2010年、ルーチェ、アリア）

2010年
- おおきく振りかぶって 〜夏の大会編〜（阿部美佐枝）
- 刀語（敦賀迷彩）
- ハートキャッチプリキュア!（明堂院つばき）
- 毎日かあさん（タカくんママ）

2011年
- 花咲くいろは（輪島君子）
- BLEACH（ジャッキー・トリスタン）

2013年
- 銀の匙 Silver Spoon（2013年 - 2014年、富士先生） - 2シリーズ
- ドキドキ!プリキュア（2013年 - 2014年、菱川亮子）

2014年
- ばらかもん（猫屋敷の奥さん）

2015年
- 四月は君の嘘（武士の母）
- 境界のRINNE（魂食王）

2016年
- 夏目友人帳 シリーズ（2016年 - 2017年、少女の母、山神） - 2シリーズ

2017年
- 血界戦線 & BEYOND（エメリナ・アンダーソン）

2018年
- 覇穹 封神演義（殷氏）

2019年
- フルーツバスケット（2019年 - 2021年、夾の母） - 2シリーズ
- 星合の空（杏の母）

2020年
- 炎炎ノ消防隊 弐ノ章（武の母）
- ポケットモンスター（オリーヴ）
- ゴールデンカムイ（若きソフィア）
- 進撃の巨人（2020年 - 2023年、カリナ） - 4シリーズ

2021年
- ゾンビランドサガ リベンジ（女将）
- 僕のヒーローアカデミア（志村転弧の母）

2022年
- 名探偵コナン 本庁の刑事恋物語〜結婚前夜〜（佐藤美和子）
- もっと!まじめにふまじめ かいけつゾロリ（ケープ）

2023年
- 名探偵コナン 警察学校編 Wild Police Story（佐藤美和子）

2025年
- LAZARUS ラザロ（カーラ）

### 劇場アニメ
2000年
- 名探偵コナン 瞳の中の暗殺者（佐藤美和子刑事）

2003年
- 東京ゴッドファーザーズ
- 名探偵コナン 迷宮の十字路（佐藤刑事）

2005年
- 名探偵コナン 水平線上の陰謀（佐藤刑事）

2006年
- 銀色の髪のアギト（ジェシカ）
- 時をかける少女
- 名探偵コナン 探偵たちの鎮魂歌（佐藤刑事）

2007年
- 名探偵コナン 紺碧の棺（佐藤刑事）

2008年
- 名探偵コナン 戦慄の楽譜（佐藤刑事）

2009年
- 名探偵コナン 漆黒の追跡者（佐藤刑事）

2010年
- 名探偵コナン 天空の難破船（佐藤刑事）

2011年
- friends もののけ島のナキ（明野）
- 名探偵コナン 沈黙の15分（佐藤刑事）

2012年
- 名探偵コナン 11人目のストライカー（佐藤刑事）

2013年
- 映画 ドキドキ!プリキュア マナ結婚!!?未来につなぐ希望のドレス（菱川亮子）
- 名探偵コナン 絶海の探偵（佐藤刑事）
- ルパン三世VS名探偵コナン THE MOVIE（佐藤）

2014年
- 名探偵コナン 異次元の狙撃手（佐藤刑事）

2016年
- 名探偵コナン 純黒の悪夢（佐藤刑事）

2018年
- 名探偵コナン ゼロの執行人（佐藤刑事）

2021年
- 名探偵コナン 緋色の弾丸（佐藤刑事）

2022年
- 名探偵コナン ハロウィンの花嫁（佐藤美和子）

2023年
- 名探偵コナン 黒鉄の魚影（佐藤美和子）

2025年
- 名探偵コナン 隻眼の残像（佐藤美和子）

### OVA
- 今日から俺は!!（1993年、三橋の母）
- B'T-X NEO（1997年、アラミス）
- 竜機伝承（1997年、女兵士）
- 火宵の月〜秋狂言〜（1998年、式神の女、遊女）
- 倒凶十将伝 封魔五行伝承（2001年、憑物）
- 名探偵コナン 16人の容疑者（2002年、佐藤美和子）
- I"s Pure（2005年、瀬戸貴子）
- ヤマノススメ セカンドシーズン（2014年、杏樹） - TV未放送話
- フルーツバスケット -prelude-（2022年、夾の母）

### Webアニメ
- OBSOLETE（2019年、女性作業員）
- TIGER & BUNNY 2（2022年、ザミラ・チャイコスカヤ）

### ゲーム
1998年
- AZEL -パンツァードラグーン RPG-（ラグ）

1999年
- Cybernetic EMPIRE（アンナ・ジェイコブス）
- ロードオブモンスターズ（ロフリア） - PS版

2000年
- ROOMMANIA＃203
- 名探偵コナン 3人の名推理（佐藤刑事）

2002年
- 名探偵コナン 最高の相棒（佐藤刑事、飼育係）

2004年
- アーマード・コア ネクサス

2005年
- パーフェクトダーク ゼロ（チャンドラ・セカール）

2007年
- サドンアタック（女性ラジオチャット）
- のだめカンタービレ（野田洋子）

2011年
- Gears of War 3（アーニャ・ストラウド）
- MARVEL VS. CAPCOM 3 Fate of Two Worlds（ジル・バレンタイン）

2012年
- バイオハザード オペレーション・ラクーンシティ（ジル・バレンタイン）
- バイオハザード リベレーションズ（ジル・バレンタイン）
- PROJECT X ZONE（ジル・バレンタイン）

2013年
- 名探偵コナン マリオネット交響曲（佐藤美和子）

2014年
- バイオハザード HDリマスター（ジル・バレンタイン）
- 名探偵コナン ファントム狂詩曲（佐藤美和子）

2015年
- PROJECT X ZONE 2:BRAVE NEW WORLD（ジル・バレンタイン）

2016年
- League of Legends（ザイラ）

2017年
- フォーオナー（レイダー〈女〉）

2020年
- バイオハザード RE:3（ジル・バレンタイン）

2022年
- モンスターストライク（佐藤刑事）
- 妖怪ウォッチ ぷにぷに（佐藤美和子）

2024年
- グランブルーファンタジー（カルラ）

### 吹き替え

#### 担当女優
アンジェリーナ・ジョリー
- ウォンテッド（フォックス）※劇場公開版
- グッド・シェパード（クローバー）
- 17歳のカルテ（リサ）
- 白い帽子の女（ヴァネッサ）
- ソルト（イヴリン・ソルト）
- チェンジリング（クリスティン・コリンズ）
- ツーリスト（エリーズ・クリフトン）
- トゥームレイダー（ララ・クロフト）※ソフト版
- トゥームレイダー2（ララ・クロフト）※ソフト版
- ボーン・コレクター（アメリア・ドナヒー）※ソフト版
- Mr.&Mrs. スミス（ジェーン・スミス）※ソフト版

ダイアン・クルーガー
- ザ・ブリッジ 〜国境に潜む闇（ソニア・クロス）
- 355（マリー）
- ナショナル・トレジャー（アビゲイル・チェイス）
- ナショナル・トレジャー リンカーン暗殺者の日記（アビゲイル・チェイス）
- ハンティング・パーティ（マルヤナ）
- ミシェル・ヴァイヨン（ジュリー・ウッド）

ナターシャ・ヘンストリッジ
- 偶然の恋人（ミミ）
- ゴースト・オブ・マーズ（メラニー・バラード警部補）
- スピーシーズ 種の起源（シル）※ソフト版
- スピーシーズ2（イヴ）※ソフト版
- スピーシーズ3 禁断の種（イヴ）
- マキシマム・リスク（アレックス）※ソフト版

リヴ・タイラー
- クッキー・フォーチュン（エマ・デュヴァル）
- 秘密の絆（パメラ・アボット）
- プランケット&マクレーン（レベッカ・ギブソン）
- Uターン（バス停の娘）

レイコ・エイルスワース
- AVP2 エイリアンズVS.プレデター（ケリー・オブライエン）
- グッド・ワイフ シーズン2 #8（ノーラ・ヴァシー）
- 24 -TWENTY FOUR-（ミシェル・デスラー）

レイチェル・ワイズ
- グランドフィナーレ（レナ・バリンジャー）
- ナイロビの蜂（テッサ・クエイル）
- ロニートとエスティ 彼女たちの選択（ロニート・クルシュカ）

レオノア・ヴァレラ
- イノセント・ボイス 12歳の戦場（ケラ）
- テイラー・オブ・パナマ（マルタ）
- テキサス・レンジャーズ（ペルディータ）

#### 映画
- 悪魔の棲む家（キャシー・ラッツ〈メリッサ・ジョージ〉）
- アダム -神の使い 悪魔の子-（ジェシー・ダンカン〈レベッカ・ローミン＝ステイモス〉）
- あのころ僕らは（コンスタンス〈ヘザー・マコーム〉）
- アベレーション2（シャノン・グリフィン〈キャサリン・ハイグル〉）
- 嵐が丘（キャシー・リントン〈マール・オベロン〉）※PDDVD版
- いずれ絶望という名の闇（カルーン〈アーシア・アルジェント〉）
- ICHIGEKI 一撃（カーシャ・ラトー）
- イレイザー（リー・カレン〈ヴァネッサ・ウィリアムス〉）※ソフト版
- イン・ザ・ベッドルーム
- インファナル・アフェア（マリー〈サミー・チェン〉）※ソフト版
- インファナル・アフェアIII 終極無間（マリー〈サミー・チェン〉）※ソフト版
- インファナル・シティ/女捜査官サンドラ（ローラ・ファニッセ〈リンダ・アルディ〉）
- インプット -記憶-（フェローズ〈ルイーズ・ロンバード〉）
- 陰謀のセオリー ※テレビ朝日版
- インモラルネクター（オレリー〈クララ・モルガン〉）
- インモラルネクター 陶酔（ヴィルジニ〈クララ・モルガン〉）
- ヴァンピレラ
- ウィラード（キャスリン〈ローラ・ハリング〉）
- ウェルカム!ヘヴン（カルメン・ラモス〈ペネロペ・クルス〉）
- 裏切り者（エリカ・ストルツ〈シャーリーズ・セロン〉）
- エグザイル 戦慄の絆
- エグゼクティブ・デシジョン ※テレビ朝日版
- Xファイル: 真実を求めて（ダコタ・ホイットニー〈アマンダ・ピート〉）
- エンド・オブ・ホワイトハウス（リア・バニング〈ラダ・ミッチェル〉）
- エンド・オブ・キングダム（リア・バニング〈ラダ・ミッチェル〉）
- エントランス（アナベル〈エリザ・ドゥシュク〉）
- オースティンランド 恋するテーマパーク（ジェーン・ヘイズ〈ケリー・ラッセル〉）
- 王妃の紋章（王妃〈コン・リー〉）
- オクトパス（リサ・フィンチ博士）※ソフト版
- カーマ・スートラ/悦楽の香り（リサ）
- カジュアル・セックス?（ステイシー〈リー・トンプソン〉）
- Cut カット!（ラフィ・カラザーズ）
- カナディアン・エクスプレス（秘書）※フジテレビ版
- カンザス・シティ（ベイブ・フリン〈ブルック・スミス〉）
- キット・キトリッジ アメリカン・ガール・ミステリー（マーガレット・キトリッジ〈ジュリア・オーモンド〉）
- 今日も僕は殺される（メディア〈ジェイミー・マーレイ〉）
- KILLER/第一級殺人（エスター・レッサー〈カーラ・ブオノ〉）
- キルトに綴る愛（若き日のエム〈ジョアンナ・ゴーイング〉）
- クイックシルバー（オリヴィア・パーカー / リタ・ホーガン）
- クォーターバック（オータム・ヘイリー〈ハル・ベリー〉）
- クラッシュ・ダイブ II 沈黙の潜水艦（スウェイン）※フジテレビ版
- クリスティーナの好きなコト（ジェーン・バーンズ〈セルマ・ブレア〉）
- クリフハンガー（サラ）※日本テレビ版
- クルーエル・インテンションズ（セシル〈セルマ・ブレア〉）
- ゲット・ショーティ（カレン・フロレス〈レネ・ルッソ〉）
- 30デイズ・ナイト（ステラ・オルソン〈メリッサ・ジョージ〉）
- 西遊記リローデッド（姫〈ファン・ビンビン〉）
- サイレンサー（ヴィッキー〈ヴァネッサ・フェルリト〉）
- ザ・シューター/極大射程（サラ・フェン〈ケイト・マーラ〉）
- サベイランス -監視-（リサ・カリガン〈レイチェル・リー・クック〉）
- ザ・ミラー（メリッサ）
- SAYURI（初桃〈コン・リー〉）
- ジェイド（パトリース・ジャシント）
- ジェニファーの明日 あなたを抱きしめさせて（精神科医〈ジュリアナ・マルグリーズ〉）※NHK版
- シカゴ（アニー）
- ジェイソンX（ローワン〈レクサ・ドイグ〉）
- 死の標的（スクリュー・フェイスお気に入りの女）※テレビ朝日版
- 灼熱のポールダンス（アマリリス・カンポス〈ロゼリン・サンチェス〉）
- ジャッカル（イザベラ・ザンコーナ〈マチルダ・メイ〉）※ソフト版
- ジュラシック・パークIII（女学生）
- Shopgirl/恋の商品価値（ミラベル〈クレア・デインズ〉）
- 死霊館 エンフィールド事件（ペギー・ホジソン〈フランセス・オコナー〉）
- 素顔の私を見つめて…（ビビアン）
- スター・ウォーズ エピソード2/クローンの攻撃（WA-7・ウェイトレス・ドロイド）
- ステルスVSステルス エグゼクティブ・コマンド（リサ〈キャサリン・ベル〉）
- スピーシーズ3 禁断の種（サラ〈サニー・メイブリー〉）
- スペースデスペラード（ケンドール・ブラック）
- スペース・トラッカー（シンディ〈デビ・メイザー〉）
- 300 〈スリーハンドレッド〉（王妃ゴルゴ〈レナ・ヘディ〉）
- 300 〈スリーハンドレッド〉 〜帝国の進撃〜（王妃ゴルゴ〈レナ・ヘディ〉）
- 世界でいちばん不運で幸せな私（ソフィー・コワルスキー〈マリオン・コティヤール〉）
- セシル・B/ザ・シネマ・ウォーズ（チェリッシュ〈アリシア・ウィット〉）
- セレニティー（ゾーイ・ウォッシュバーン〈ジーナ・トーレス〉）
- 捜査官X（アユー〈タン・ウェイ〉）
- ダーク・ファイター8（シシー〈レスリー・パリッシュ〉）※テレビ東京版
- ターミナル・ベロシティ（マックス）※テレビ朝日版
- ダニー・ザ・ドッグ ※テレビ東京版
- チャーリーと14人のキッズ（キム・ヒントン〈レジーナ・キング〉）
- 沈黙の傭兵（マキシーン・バーノル〈ジャクリーン・ロード〉）
- ツイスター（ヘイズ）※ソフト版
- 冷たい月を抱く女（クローディア〈ブレンダ・ストロング〉）※テレビ東京版
- デス・キューブ（トリ〈ジョディ・トンプソン〉）
- デッドコースター（キャット・ジェニングス〈キーガン・コナー・トレイシー〉）※テレビ東京版
- デビル ※日本テレビ版
- デュークス・オブ・ハザード（デイジー・デューク〈ジェシカ・シンプソン〉）
- ドゥームズデイ（エディ・シンクレア〈ローナ・ミトラ〉[42]）※ソフト版
- 東京攻略（沙織〈セシリア・チャン〉）
- ドッグヴィル（グレース〈ニコール・キッドマン〉）
- トップガン（チャーリー〈ケリー・マクギリス〉）※ソフト版
- ドラゴン・クロニクル 妖魔塔の伝説（ヤン・ピン / シャーリー〈ヤオ・チェン〉）
- ナイスガイ ※ソフト版
- ナイト・オブ・ザ・スカイ（キャス大尉〈アリス・タグリオーニ〉[43]）
- ナインスゲート（謎の女〈エマニュエル・セニエ〉）※ソフト版
- ナチュラル（メモ・パリス〈キム・ベイシンガー〉）※ソフト版
- 肉の鑞人形（ソニア・ラフォント〈ロミーナ・モンデロ〉）
- ニック・オブ・タイム（クリスタ・ブルックス〈グロリア・ルーベン〉）※ソフト版
- NO WAY BACK 逃走遊戯（メアリー〈ヘレン・スレイター〉）
- ノボケイン/局部麻酔の罠（スーザン・アイヴィー〈ヘレナ・ボナム＝カーター〉）
- ハーヴィ/裸のウサギを持つ男
- ハードジャッカー/標高10,000フィートの死闘!（アレックス〈ドロシー・フェア〉）※VHS版
- パーフェクト・ストレンジャー（ジョシー）
- バイオ・アマゾネス（ルビー）
- バイオ・ディザスター（ホリー・アンダーソン〈ナターシャ・マケルホーン〉）
- バイオハザードシリーズ（ジル・バレンタイン〈シエンナ・ギロリー〉）
  - バイオハザードII アポカリプス ※ソフト版
  - バイオハザードIV アフターライフ ※劇場公開版
  - バイオハザードV リトリビューション ※劇場公開版
- パイレーツ・オブ・カリビアン/呪われた海賊たち（アナマリア〈ゾーイ・サルダナ〉）
- パウダー（リンジー・ケラウェイ）
- 裸のマハ（ペピータ〈ペネロペ・クルス〉）
- バッドボーイズ（マックス・ローガン〈カレン・アレクサンダー〉）※ソフト版
- バトルフィールド・アース（クリシー）※ソフト版
- 巴里のアメリカ人（リズ〈レスリー・キャロン〉）※PDDVD版
- 春が来れば（スヨン）
- ビッグママ・ハウス（リナ）
- 羊たちの沈黙（アーディリア・マップ〈ケイシー・レモンズ〉）※DVD・BD版
- ピノキオ・シンドローム（ソフィア）
- ビバリーヒルズ・コップ3 ※テレビ朝日版
- ファイナル・プロジェクト ※ソフト版
- 風暴 ファイヤー・ストーム（ビン〈ヤオ・チェン〉）
- ブラックアウト（アニー〈サラ・ラセズ〉）
- ブラック・ダイヤモンド（ソナ〈ケリー・ヒュー〉）※ソフト版
- ブラボー火星人2000（リジー〈ダリル・ハンナ〉）
- ブルーサンダー（キャサリン・“ケイト”・マーフィー〈キャンディ・クラーク〉）※ソフト版
- フル・ブラント（レベッカ・ピーターソン〈メレディス・サレンジャー〉）
- ブルワース（ニーナ〈ハル・ベリー〉）
- ブレイド3（サマーソルド〈ナターシャ・リオン〉）※ソフト版
- ブレス・ザ・チャイルド（シスター・ローザ）
- フロスト×ニクソン（キャロライン・クッシング〈レベッカ・ホール〉）
- ブロンド・ライフ（アンドレア）
- ペインテッド・デザート タフ劇場版（牧師夫人）
- ヘルライド（チェロキー・キズム）
- ヘルレイザー ゲート・オブ・インフェルノ（メラニー・ソーン）
- ボーン・アイデンティティー（マリー・クルーツ〈フランカ・ポテンテ〉）※ソフト版
- ボーン・スプレマシー（マリー・クルーツ〈フランカ・ポテンテ〉[44]）※ソフト版
- ホーンテッド・ハウス（ティナ）
- ボイスレター（シングルトン）※ソフト版
- 暴走特急 シベリアン・エクスプレス（ジェシー〈エミリー・モーティマー〉）
- ポロック 2人だけのアトリエ（リー・クラズナー〈マーシャ・ゲイ・ハーデン〉）
- マイ・ルーム（ジャニーン）
- マーキュリー・ライジング（エミリー・ラング〈キャリー・プレストン〉）※テレビ朝日版
- マスター・オブ・リアル・カンフー 大地無限2（ローズ〈クリスティ・チョン〉）※VHS版
- マトリックス レボリューションズ（カマラ〈タリニー・ミューダリア〉、チャラ〈レイチェル・ブラックマン〉）※劇場公開版
- マルセイユ・ヴァイス（ジーナ・ゴメス〈ノエミ・ルノワール〉）
- マングラー
- Mr.&Mrs. スパイ（ナタリー・ジョーンズ〈ガル・ガドット〉）
- ミレニアム・クライシス（スーザン〈ヘザー・ランゲンカンプ〉）
- もう一度アイ・ラブ・ユー（モリー・ドゥマーロ）
- モンスター・ハント（女料理人〈ヤオ・チェン〉）
- 楽園の瑕（西毒の兄嫁〈マギー・チャン〉）
- ラッシュアワー2（イザベラ・モリーナ〈ロゼリン・サンチェス〉）
- ラッキーナンバー7（リンジー〈ルーシー・リュー〉）
- リーサル・ウェポン3（リアン）※テレビ朝日版
- リーサルドーズ（ヘレン〈キャサリン・タウン〉）
- リストランテの夜（フィリス〈ミニー・ドライヴァー〉）
- リプレイスメント（アナベル・ファレル〈ブルック・ラングトン〉）
- ルール（ブレンダ・ベイツ〈レベッカ・ゲイハート〉）
- レクイエム・フォー・ドリーム（マリオン・シルヴァー〈ジェニファー・コネリー〉）
- ローマの休日（1994年、フランチェスカ〈タニア・ウェバー〉[5]）※フジテレビ版
- ロング・エンゲージメント（ティナ・ロンバルディ〈マリオン・コティヤール〉）

#### ドラマ
- 秋の童話（チェ・ウンソ〈ソン・ヘギョ〉）
- アンフォゲッタブル2 完全記憶捜査 #13（メラニー・ランバート〈ジェシカ・フィリップス〉）
- ER緊急救命室
  - シーズン1 - 15（ドリス・ピックマン〈エミリー・ワグナー〉）
  - シーズン1 - 2、5 - 6（ジャネット〈スザンヌ・カーニー〉）
  - シーズン1 #11（エレン）、#19（ブレア〈マディ・ルイス〉）、#23（メラニー・グラフ〈ジェニファー・ガッティ〉）
  - シーズン2 #5（ヴィッキー〈ジェニファー・タイ〉）、#7（フィリップス夫人〈チェイス・マスターソン〉）、#11（カーラ〈ルース・デ・ソーサ〉）、#12（カレン・ハーディ〈ジェシカ・スティーン〉）、#15（レスリー〈セシル・キャラン〉）、#17（バレリー〈アン・シア〉）、#20（ディスパッチ）
  - シーズン3 #4（看護婦）、#13（シンディ〈ジェニファー・マコーム〉）
- NCIS: ニューオーリンズ シーズン1 #7（キャサリン・ウィルソン〈ローラ・アレン〉）
- NCIS 〜ネイビー犯罪捜査班 シーズン5 #12（アンドレア・スパー刑事〈グレッチェン・エゴルフ〉）
- 王の後宮（七巧〈リウ・ナーピン〉）
- カシミアマフィア（ミア・メイソン〈ルーシー・リュー〉）
- キツネちゃん、何しているの?（コ・ビョンヒ〈コ・ヒョンジョン〉）
- キャッスル 〜ミステリー作家は事件がお好き（ケイト・ベケット〈スタナ・カティック〉）
- 救命医ハンク3 セレブ診療ファイル（ジェーン・キャメロン〈オータム・リーザー〉）
- 禁断の関係〜愛と憎しみのブーケ〜（サラ・フランシス〈ジェミマ・ルーパー〉）
- クルーレス - ビバリーヒルズのハチャメチャ学園（シェール）
- コードネーム＞エタニティ（ローラ・キーティング〈イングリッド・カヴェラルス〉）
- 恋するアンカーウーマン（ダーシーン）
- ザッツ・ライフ - リディアの人生ゲーム（ジャッキー・オグレディ〈デビ・メイザー〉）
- 三国志（祝融婦人）※NHK-BS2版
- CSI:ニューヨーク（カイリー・マカ〈ケリー・ヒュー〉）
- CSI:マイアミ
  - シーズン2 #11（クロサンヌ）
  - シーズン6 #21（シャノン・ヒギンズ）
- シークエスト（キャサリン・ヒッチコック少佐〈ステイシー・ハイダック〉）
- シャーロック・ホームズの冒険 三破風館（ドーラ）
- 死霊伝説 セーラムズ・ロット（スーザン・ノートン〈サマンサ・マシス〉）
- 新アウターリミッツ シーズン2 #13（シャーロット・ニコルズ）
- スパイダー・エンジェル（サージ）
- トータル・リコール2070（オリビア・ヒューム〈シンシア・プレストン〉）
- ハイテク武装車バイパー2・ハイテク武装車新バイパー（キャメロン・ウェストレイク〈ヘザー・メドウェイ〉）
- バフィー 〜恋する十字架〜（フェイス〈エリザ・ドゥシュク〉）
- パワーレンジャー（映画の声）
- ピウス13世 美しき異端児 #4
- フェリシティの青春（エレーナ・タイラー〈タンジ・ミラー〉）
- BONES（テンペランス・ブレナン〈エミリー・デシャネル〉）
- マペット放送局（ヘザー・ロックリア）
- ミステリーゾーン1 #17
- ムーン・パニック（宇宙飛行士）※NKK-BS版
- メリは外泊中（カム・ソヨン）
- ロイヤル・スキャンダル 〜エリザベス女王の苦悩〜（20代のエリザベス女王〈エミリア・フォックス〉）
- ワンス・アポン・ア・タイム シーズン3 （ゼリーナ / 西の悪い魔女〈レベッカ・メイダー〉）

#### アニメ
- おさるのジョージ（マーリーン）
- くもりときどきミートボール
- スター・ウォーズ/クローン・ウォーズ（アディ・ガリア）
- トランスフォーマー ザ・リバース（アーシー[45]）
- バイオハザード デスアイランド（ジル・バレンタイン[46]）
- フランケンウィニー（スーザン・フランケンシュタイン）

### テレビドラマ
- 鏡は眠らない
- 火曜サスペンス劇場
  - すれ違った女（美幸）
  - 妻たちの戦争（小松るり子）
- 精霊流し〜あなたを忘れない〜（NHK） - 長崎ことば指導

### テレビ番組
- 実録!世界の愛憎ミステリー 妻VS夫 殺しの修羅場ファイル（テレビ朝日） - 声の出演
- トリハダ特別編（テレビ朝日） - 声の出演

### 特撮
- 侍戦隊シンケンジャー（2010年、アヤカシ・ヨモツガリの声）

### 舞台
- 劇団昴本公演 多数
  - 夏の夜の夢（劇団昴公演） - ヘレナ役
  - とりつくしま（劇団昴公演）[47]

### シリーズ一覧
1. ↑  第1期（2007年）、第3期『フィナーレ』（2010年）
2. ↑  第1期（2013年）、第2期（2014年）
3. ↑  第5期『伍』（2016年）、第6期『陸』（2017年）
4. ↑  『1st season』（2019年）、『The Final』（2021年）
5. ↑  The Final Season Part 1（2020年 - 2021年）、The Final Season Part 2（2022年）、The Final Season 完結編（前編）（2023年）、The Final Season 完結編（後編）（2023年）